# Grewia permagna
Grewia permagna är en malvaväxtart som beskrevs av Cheng Yih Wu och Hung T. Chang. Grewia permagna ingår i släktet Grewia och familjen malvaväxter. Inga underarter finns listade i Catalogue of Life.